# Richard Russo

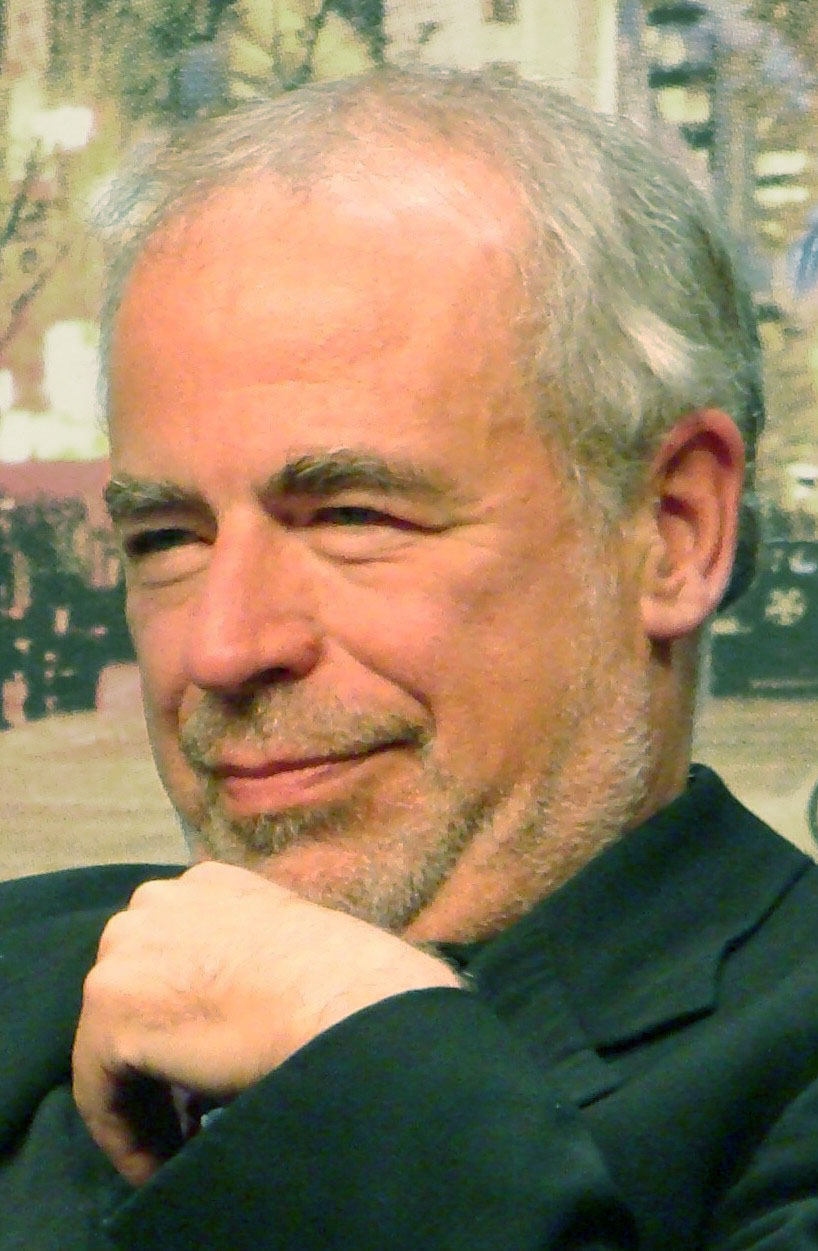
Richard Russo (2008)

Richard Russo (* 15. Juli 1949 in Johnstown, New York) ist ein amerikanischer Schriftsteller.

## Leben
Richard Russo wuchs in Gloversville im Norden des Bundesstaates New York auf. Er begann an der University of Arizona, Archäologie zu studieren, wechselte dann zur Literaturwissenschaft und beendete seine Studien mit dem Grad eines Doktors der Philosophie und eines Masters in „Creative writing“. Anschließend lehrte er an verschiedenen amerikanischen Universitäten: an der Penn State University in Altoona im Bundesstaat Pennsylvania, an der Southern Connecticut State University in New Haven, an der Southern Illinois University in Carbondale und am Colby College in Waterville (Maine). Seit der erfolgreichen Verfilmung seines Romans Nobody’s Fool arbeitet er als freier Schriftsteller. 1999 ließ er sich mit seiner Frau, einer Immobilienmaklerin, und seinen beiden Töchtern in dem Küstenstädtchen Camden (Maine) nieder.
Russo beschreibt in seinen realistisch erzählten Werken vorwiegend krisengeschüttelte Kleinstädte des amerikanischen Ostens; er ist dabei ein Meister humorvoller Porträtierung kauziger Menschen, denen im Leben kein Glück beschieden ist. Sein erster Roman Nobody’s Fool sicherte ihm die finanzielle Unabhängigkeit. Für seinen Roman Empire Falls erhielt er 2002 einen Pulitzer-Preis. Drei Jahre später wurde der Fernsehfilm Empire Falls veröffentlicht, für den Russo das Drehbuch schrieb, wofür er 2005 für den Emmy nominiert wurde.

## Werke
- Straße der Narren. (Nobody’s Fool) Bastei-Verlag Lübbe, Bergisch Gladbach 1995, ISBN 3-404-13649-7. (überarbeitete Neuausgabe, erstmals in ungekürzter Übersetzung unter dem Namen Ein grundzufriedener Mann. Dumont, Köln 2017, ISBN 3-832-16405-7)
- Der Sohn eines Diebes. (The Risk Pool) Bastei-Verlag Lübbe, Bergisch Gladbach 1996, ISBN 3-404-13784-1. (Neuausgabe unter dem Namen Im Schatten des Vaters. Heyne, München 2006, ISBN 3-453-43185-5)
- Diese alte Sehnsucht. (That Old Cape Magic) übersetzt von Dirk van Gunsteren; Dumont, Köln 2010, ISBN 978-3-8321-9539-7.
- Diese gottverdammten Träume. (Empire Falls) übersetzt von Monika Köpfer. Dumont, Köln 2016, ISBN 978-3-8321-9824-4.
- Ein Mann der Tat. (Everybody's Fool) übersetzt von Monika Köpfer. Dumont, Köln 2017, ISBN 978-3-8321-9842-8.
- Immergleiche Wege. Erzählungen (Trajectory) übersetzt von Monika Köpfer. Dumont, Köln 2018, ISBN 978-3-8321-8996-9.[2]
- Jenseits der Erwartungen. (Chances Are...) übersetzt von Monika Köpfer. Dumont, Köln 2020, ISBN 978-3-8321-8115-4.
- Sh*tshow. (Sh*tshow) übersetzt von Monika Köpfer. Dumont, Köln 2020, ISBN 978-3-8321-8144-4.
- Mittelalte Männer. (Straight Man) übersetzt von Monika Köpfer. Dumont, Köln 2021, ISBN 978-3-8321-8116-1.
- Von guten Eltern. (Somebody’s Fool) übersetzt von Monika Köpfer. Dumont, Köln 2024, ISBN 978-38321-6813-1.
- Mohawk. (Mohawk) übersetzt von Monika Köpfer. Dumont, Köln 2024, ISBN 978-38321-6725-7.